# متين قايا

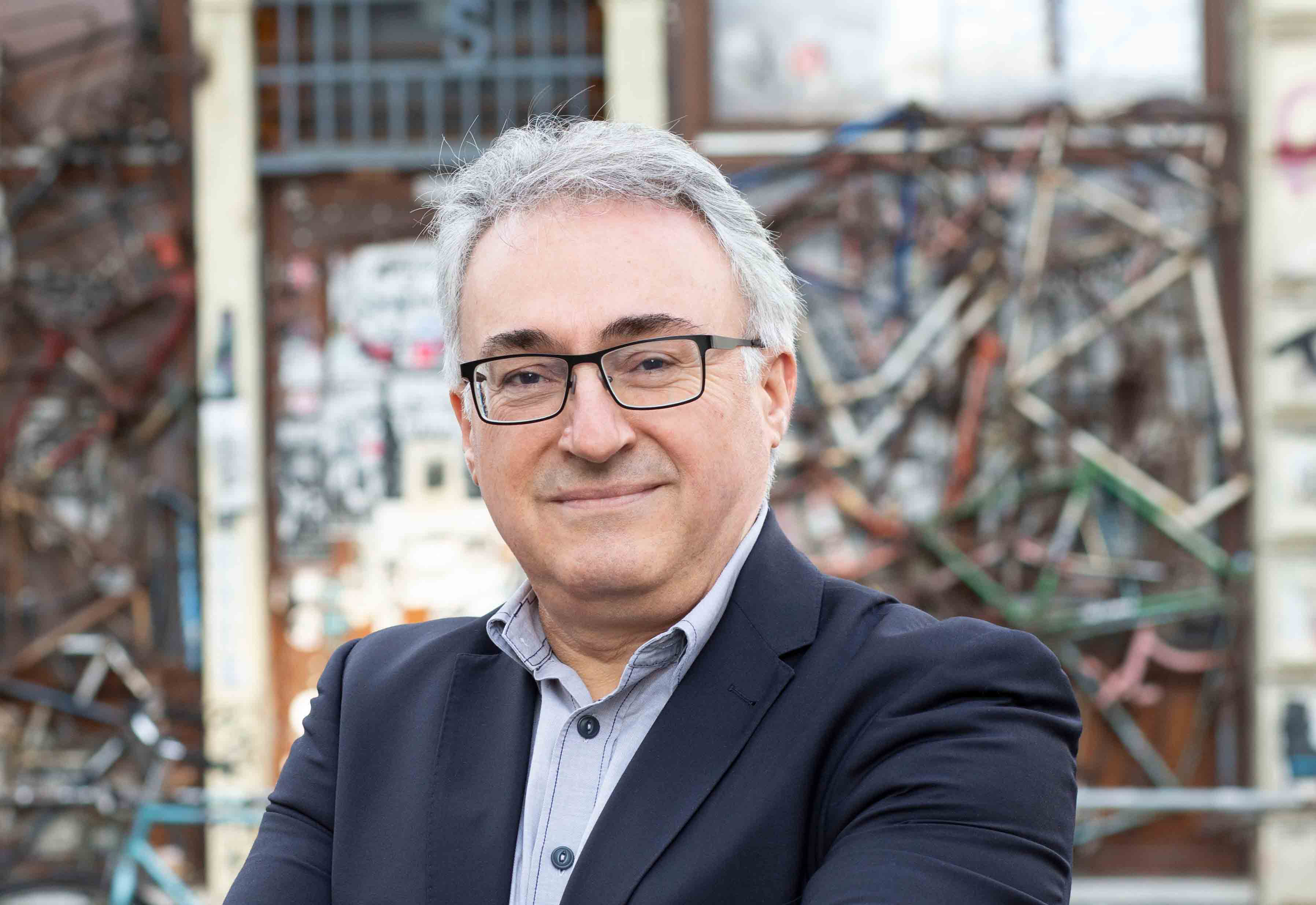
متين قايا (2021)

متين قايا (من مواليد 19 يوليو/تموز 1961 في قغزمان في تركيا ) هو سياسي ألماني في تحالف سارة فاجنكشت وسابقًا حزب اليسار. لقد كان عضوًا في برلمان همبرج منذ عام 2020.

## الحياة
يعمل قايا مختصًا اجتماعيًا في همبرج. وكان عضوا في اللجنة التنفيذية للدولة لحزب اليسار في همبورغ . في الثاني نوفمبر/تشرين الثاني 2023 استقال قايا من حزب اليسار ومجموعته البرلمانية. انضم إلى تحالف سارة فاجنكنشت.